# حسین‌آباد (ماهان)
حسین‌آباد، یک آبادی از توابع بخش ماهان، شهرستان کرمان در استان کرمان ایران است.

## جمعیت
این آبادی در دهستان ماهان قرار دارد و براساس سرشماری مرکز آمار ایران در سال ۱۳۹۵، جمعیت آن ۱۵ نفر (۴ خانوار) بوده‌است.